# La Clémence d'Isabeau, princesse d'Héristal
Pour plus de détails, voir Fiche technique et Distribution.
La Clémence d'Isabeau, princesse d'Héristal est un film muet français réalisé par Georges Denola, sorti en 1911.

## Fiche technique
- Titre : La Clémence d'Isabeau, princesse d'Héristal
- Réalisation : Georges Denola
- Scénario : Camillo Antona-Traversi, d'après les chansons de geste du Moyen Âge
- Photographie : Pierre Trimbach
- Montage :
- Société de production : Société cinématographique des auteurs et gens de lettres (S.C.A.G.L.), Série d’Art Pathé frères (SAPF)
- Société de distribution : Pathé frères
- Pays d'origine :  France
- Langue : film muet avec les intertitres en français
- Métrage : 	275 m dont 251 en couleurs
- Format : Noir et blanc et couleurs — 35 mm — 1,33:1 — Muet
- Genre : Film dramatique
- Durée : 9 minutes
- Dates de sortie : 
  -  France : 17 octobre 1911
  -  États-Unis : 2 avril 1912

## Distribution
- Jeanne Méa : Isabeau
- Paul Capellani : Antonio
- Charles Dechamps : Gennaro